# 逢吉鄉

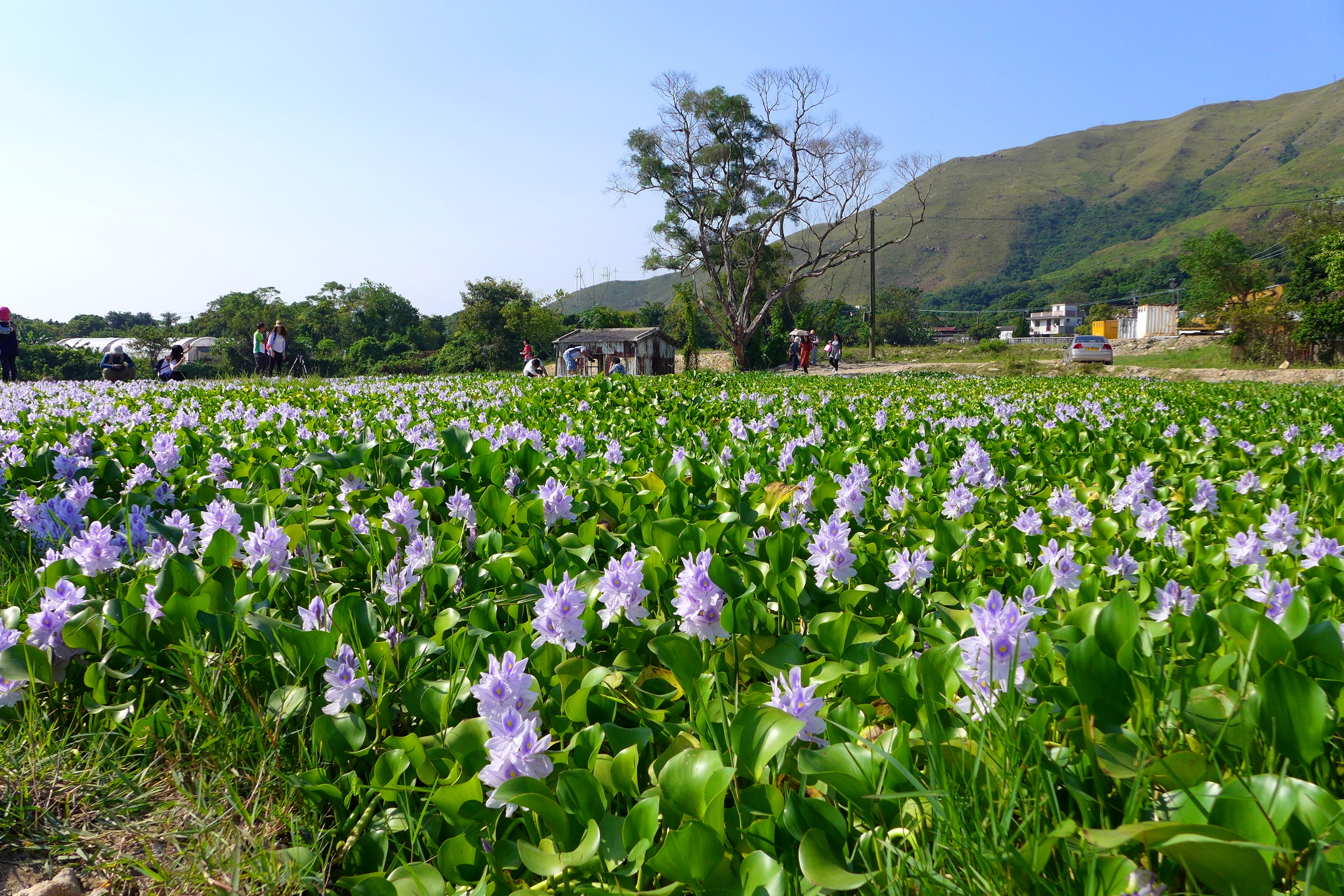
2015年10月的鳳眼藍花海吸引不少攝影發燒友觀賞

逢吉鄉（英語：Fung Kat Heung）是一條位於香港新界元朗區錦田的西北部的客家村落，在錦田河、沙埔村以北，模範鄉以南。逢吉鄉是錦田鄉事委員會的一條非原居村。

## 歷史

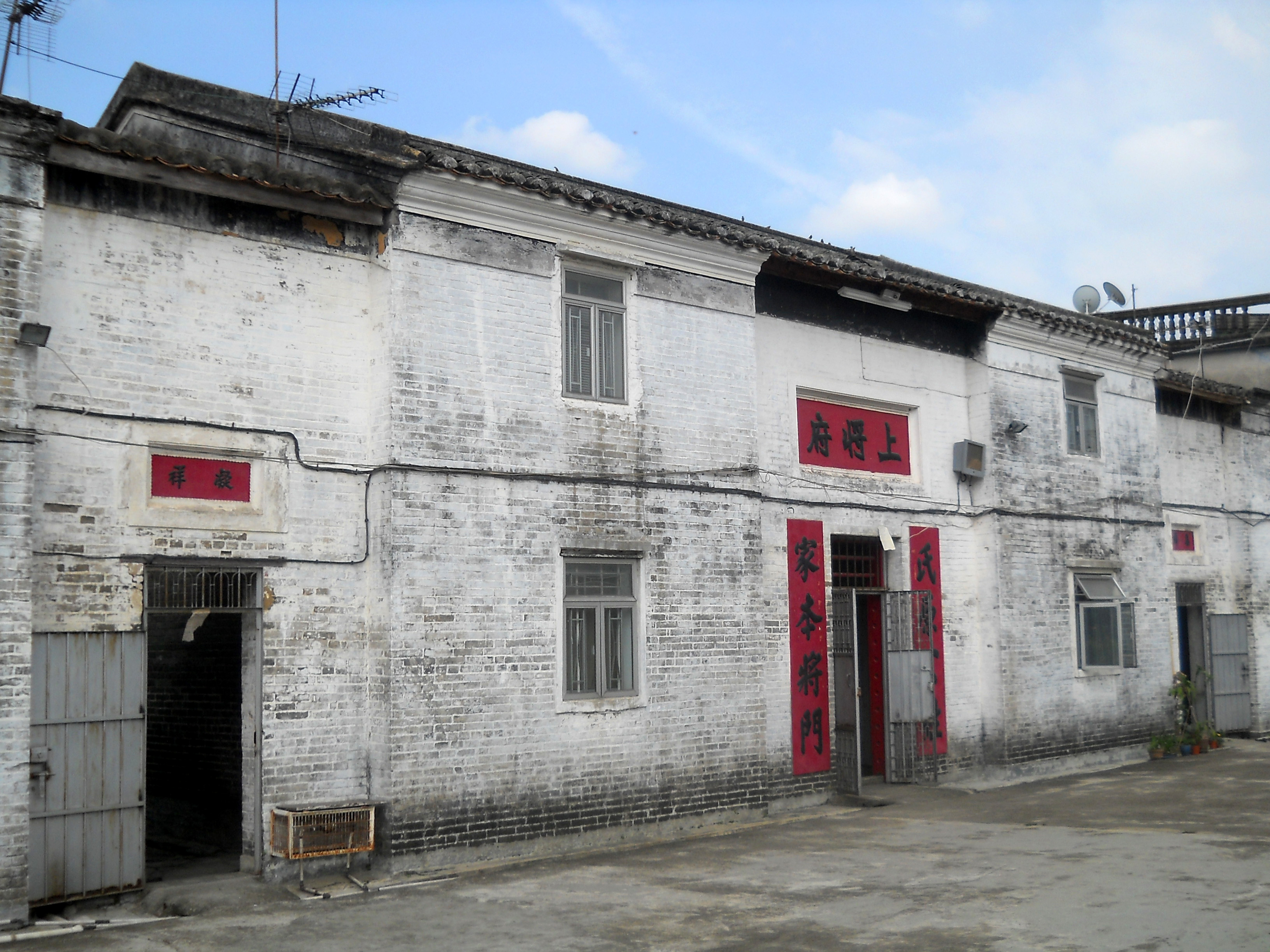
上將府

1925年，桂系軍閥沈鴻英（沈冠南）與新桂系李宗仁、黃紹竑聯軍的戰鬥中失利，兵敗後被逐出廣西、經廣東三水流亡至香港，決定退隱田野，不問政事。他在大陸時早已向錦田鄧氏購入沙埔村北面的農地，他在香港的家園鎮南堂於1930年代初建成，他將周邊地方名為逢吉鄉，取逢凶化吉之意。 戰後，逢吉鄉的範圍向雞公嶺副峰南側與園山之間的山谷谷地擴展，建有不少農舍、工場和寮屋。現時逢吉鄉有不少村屋、有機農場、寵物酒店以及流浪貓狗收容場。遊人如欲攀登雞公嶺，多從逢吉鄉出發。

## 著名地標

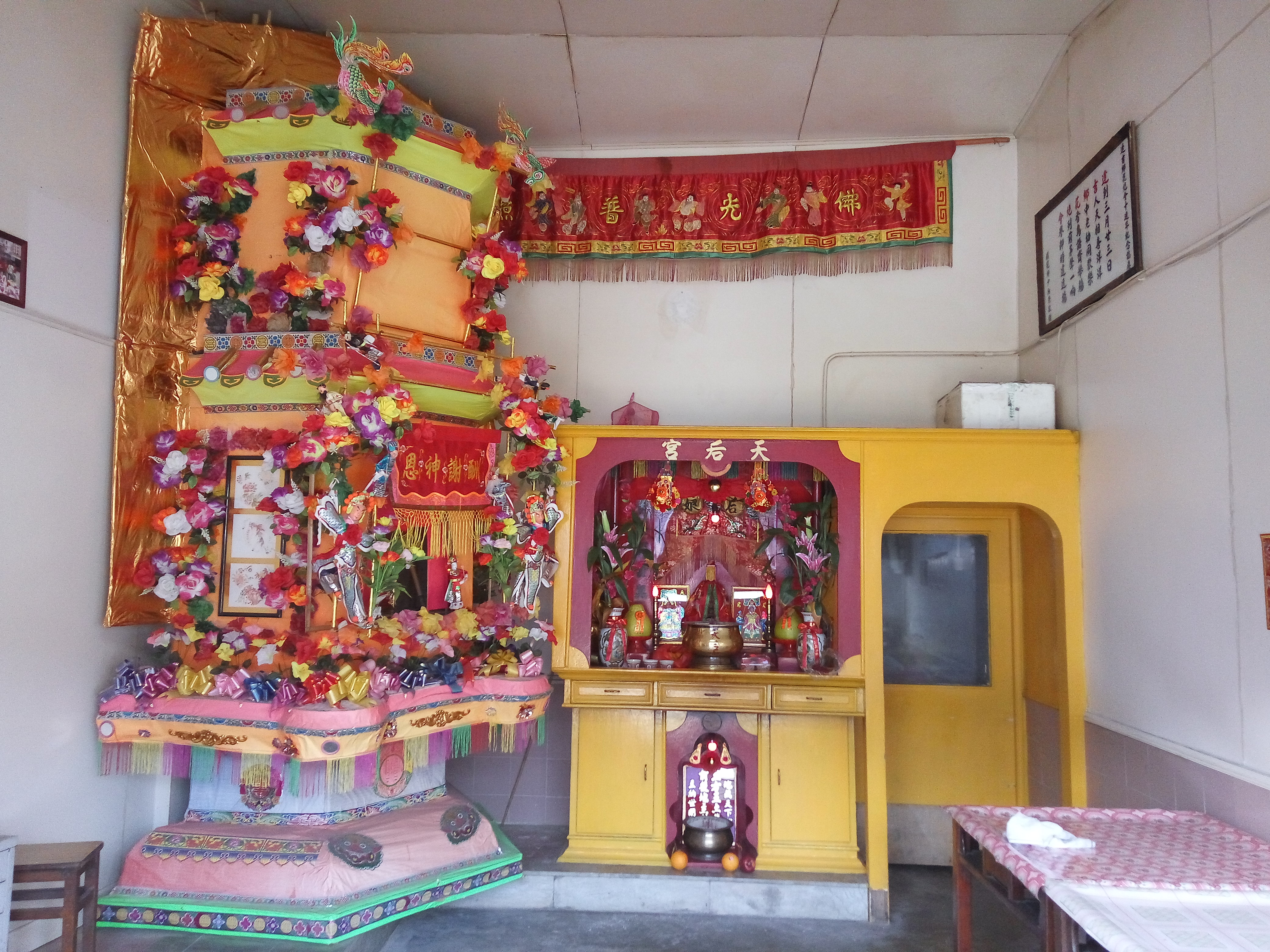
天后宮

- 上將府：沈鴻英的家園鎮南堂，門外有對聯「鶯遷徙柳地、鶴寄得桃源」，表達大宅主人對流亡香港之情感。居於正中的上將府是一座融合西方元素的兩層高客家建築，門外有對聯「氏原公姓、家本將門」。上將府佈局呈「凹」字型，二樓有天橋連接，主要用作接待親友和客人。上將府左右兩側分別是沈氏家祠和協威樓，協威樓是一座兩層高的西式建築，因沈鴻英於1922年被大總統黎元洪授以「協威將軍陸軍上將」而得名，是他的居所。沈氏家祠有對聯「西周垂裕、南粵騰芳」，代表沈姓的起源，沈氏後人現時仍會供奉家祠內的先祖，每年舉行點燈儀式。沈鴻英於1935年離世，他的墓地在1948年遷至八鄉石湖塘，墓園內還有多個較小墓碑。鎮南堂於2009年被評為香港二級歷史建築。[3][4]

- 四村互助會（逢吉鄉8號）：由逢吉鄉、模範鄉、榮基村和華盛村村民組成的組織，於1973年成立。
- 逢吉鄉花炮會：花炮會門聯寫著「逢時日月千秋照 ， 吉慶乾坤萬載祥」，內裡有天后宮供奉天后，花炮會每年均會參與天后寶誕會景巡遊。
- 逢吉鄉9-21號：位於鎮南堂北面的一排單層青磚排屋，同於1930年代建成。排屋和屋外的空地是以前逢吉鄉的小市集，有不同商店，自給自足。現時，由沈氏後人開設的逢吉茶樓使用其中一間屋和空地經營。
- 忠烈祠：位於鎮南堂後面的一間祠堂，同於1930年代建成，紀念曾跟隨沈鴻英出入戰場的同袍。門外有對聯「忠魄偕河山并壽、烈名與日月爭輝」。
- 妙覺園（逢吉鄉136號）：由鄧氏同福堂捐款給釋妙通法師而建立於1936年的尼庵，園內義塚安葬了新界六日戰的錦田抗英烈士。烈士原安葬在雞公嶺下，1934年同福堂將約200具烈士遺骸安葬於妙覺園義塚中。妙覺園於2009年被評為香港三級歷史建築。[5][6]
- 鎮南堂義塚：由鎮南堂立於1933年，位於雞公嶺下。
- 榮可堂：歐陽氏的祖祠，由順德倉華和順堂和僑港族人於1970年代建立。
- 逢吉鄉路178號：一座已荒廢的多層工廠，在鄉村中頗為罕見。
- 明園：由張氏家族擁有，不獲評級的歷史建築。[7]
- 普光寺：已荒廢的佛寺

## 交通
逢吉鄉有逢吉鄉路連接，範圍由新潭路入口開始，一直向東延伸，而新界專綫小巴603線於1992年開辦以來，一直以逢吉鄉第二菜站為總站。元朗三軍外展中心也位於逢吉鄉。

## 外部連結
- 居民代表選舉逢吉鄉（錦田）的劃定現有鄉村範圍（2019至2022年） （页面存档备份，存于）
- 圭角逢吉的Facebook專頁